# Campionato Sammarinese 2009-2010

## Fase a gironi

### Girone A
|  |    | Classifica 2009-10 | Pt | G  | V  | N | P  | GF | GS | DR  |
|  | -- | ------------------ | -- | -- | -- | - | -- | -- | -- | --- |
|  | 1. | Cosmos             | 38 | 21 | 11 | 5 | 5  | 32 | 24 | +8  |
|  | 2. | Domagnano          | 37 | 21 | 10 | 7 | 4  | 32 | 21 | +11 |
|  | 3. | Juvenes/Dogana     | 36 | 21 | 10 | 6 | 5  | 34 | 20 | +14 |
|  | 4. | Murata             | 33 | 21 | 9  | 6 | 6  | 35 | 21 | +14 |
|  | 5. | La Fiorita         | 32 | 21 | 8  | 8 | 5  | 33 | 30 | +3  |
|  | 6. | Virtus             | 26 | 21 | 7  | 5 | 9  | 27 | 29 | -2  |
|  | 7. | Cailungo           | 9  | 21 | 2  | 3 | 16 | 12 | 43 | -31 |
|  | 8. | San Giovanni       | 8  | 21 | 1  | 5 | 15 | 18 | 58 | -32 |

### Girone B
|  |    | Classifica 2009-10 | Pt | G  | V  | N  | P  | GF | GS | DR  |
|  | -- | ------------------ | -- | -- | -- | -- | -- | -- | -- | --- |
|  | 1. | Tre Penne          | 48 | 20 | 15 | 3  | 2  | 55 | 22 | +33 |
|  | 2. | Faetano            | 40 | 20 | 12 | 4  | 4  | 41 | 20 | +21 |
|  | 3. | Tre Fiori          | 38 | 20 | 11 | 5  | 4  | 26 | 14 | +12 |
|  | 4. | Pennarossa         | 34 | 20 | 9  | 7  | 4  | 30 | 25 | +5  |
|  | 5. | Libertas           | 19 | 20 | 3  | 10 | 7  | 22 | 29 | -7  |
|  | 6. | Fiorentino         | 13 | 20 | 4  | 1  | 15 | 17 | 45 | -28 |
|  | 7. | Folgore            | 11 | 20 | 2  | 4  | 13 | 21 | 42 | -21 |

## Play-off
Ai play-off si qualificano le prime tre squadre di ogni girone.

### Primo Turno
Si affrontano le seconde e le terze classificate dei due gironi
- Domagnano- Tre Fiori 0-2
- Faetano- Juvenes/Dogana 2-0

### Secondo Turno
Si affrontano le perdenti del primo turno; la perdente viene eliminata
- Domagnano- Juvenes/Dogana 4-2

Si affrontano le vincenti del primo turno; la vincente passa al 4º turno e la perdente al 3º turno
- Tre Fiori- Faetano 0-0 rig.: 0-3

### Terzo Turno
Si affrontano le squadre che hanno perso almeno una partita nei play-off; la perdente viene eliminata
- Tre Fiori- Domagnano 3-0

Si affrontano le prime classificate dei due gironi
- Cosmos- Tre Penne 0-3 (dopo i tempi suppl.)

### Quarto Turno
Si affrontano le squadre che hanno perso almeno una partita dei play-off; la perdente viene eliminata e la vincente va in semifinale
- Tre Fiori- Cosmos 1-0

Si affrontano le uniche squadre rimaste imbattute durante i play-off; chi vince passa in finale, chi perde in semifinale
- Tre Penne- Faetano 1-0

### Semifinale
- Tre Fiori- Faetano 2-1

### Finale
La vincente si qualificherà per il Primo turno di qualificazione della UEFA Champions League 2010-2011, mentre il secondo classificato si qualificherà per il Secondo turno di qualificazione della UEFA Europa League 2010-2011.
- Tre Penne- Tre Fiori 1-2 (dopo i tempi suppl.)